# 华伦天奴

范倫鐵諾的鞋子

范倫鐵諾（Valentino S.p.A.），是創立於1960年的一家意大利服裝公司，除去服裝外也生產香水和手錶等其他時尚品。2012年它被卡塔爾的一家投資公司收購。自2024年3月以來，創意總監是前古馳創意總監Alessandro Michele。范倫鐵諾（Valentino）的總部位於米蘭，而創意設計方向中心則位於羅馬。

## 歷史
范倫鐵諾的第一家店由瓦倫蒂諾·格拉瓦尼在1960年在父親的幫助下開設，位於羅馬多蒂街。1962年，它在佛羅倫薩開業，後來逐漸成為有較大影響力的國際品牌，曾為伊麗莎白·泰勒、安·海瑟薇、詹妮佛·洛佩茨、柯特妮·考克斯、蘇菲·亨特及瑞典玛德琳公主設計婚紗。
1998年，格拉瓦尼將公司以約3億美金的價格賣給HdP，2002年HdP以2.1億美元的價格又將它賣給Marzotto。
2012年, 卡塔爾的投資公司Mayhoola for Investments S.P.C.以7億歐元的價格收購范倫鐵諾。

## 香水
2011年，普伊格公司取代寶潔，成為范倫鐵諾香水的合作生產商，2018年又被歐萊雅取代。

## 創意總監
- 瓦倫蒂諾·格拉瓦尼 （1959年-2007年）
- Alessandra Facchinetti （2007年-2008年）
- Maria Grazia Chiuri & Pierpaolo Piccioli （2008年-2016年）
- Pierpaolo Piccioli （2008年-2024年）
- Alessandro Michele (2024年起）

## 外部連接
- 官方网站